# CHARA'S CLIPS 1991-1997
『CHARA'S CLIPS 1991-1997』（チャラズ クリップス -）は、CHARAのビデオ・クリップ集である。VHSのみの発売。

## 概要
- デビューシングル「Heaven」から「タイムマシーン」までのPVを収録している。ただし、「シャーロットの贈り物」のPVは存在しているものの収録されていない。
- のちに『Sugar Hunter〜THE BEST LOVE SONGS OF CHARA〜』の初回限定盤に付属のDVDにて、本作収録曲はDVD化されているが、「Sweet」のみDVD化されていない。

## 収録曲
1. タイムマシーン
  - 当時の夫・浅野忠信が出演。
2. やさしい気持ち
3. あたしなんで抱きしめたいんだろう?
4. 罪深く愛してよ
5. 愛の自爆装置
  - ゲスト・ボーカルのローリー寺西も出演している。
6. 大きな地震がきたって
  - CD音源とは異なり、全編にわたってCHARAがセリフを入れていたり、CD音源に合わせて歌っている。
  - 『KiSS』収録のものとは異なり、前半で“Chara”のロゴが表示されているほか、大サビまで収録している完全版。
7. Sweet
8. Heaven

## 注
1. ↑  Sony Music Online Japan